# Kanton Mtsamboro
Der Kanton Mtsamboro ist ein Kanton im französischen Übersee-Département Mayotte. Er besitzt den INSEE-Code 97609.

## Gemeinden
Der Kanton besteht aus zwei Gemeinden und Gemeindeteilen mit insgesamt 16.030 Einwohnern (Stand: 14. Dezember 2017) auf einer Gesamtfläche von 35,51 km²:
| Gemeinde         | Einwohner 1. Januar 2022 | Fläche km² | Dichte Einw./km² | Code INSEE | Postleitzahl |
| ---------------- | ------------------------ | ---------- | ---------------- | ---------- | ------------ |
| Acoua            | 5.192                    | 13,11      | 396              | 97601      | 97630        |
| Bandraboua       | 3.133                    | 5,99       | 523              | 97602      | 97650        |
| Mtsamboro        | 7.705                    | 16,41      | 470              | 97612      | 97630        |
| Kanton Mtsamboro | 16.030                   | 35,51      | 451              | 97609      | –            |

1. ↑   Nur der westliche Teil der Gemeinde, der Rest gehört zum Kanton Bandraboua.

## Geschichte
Von 1977 bis 2015 bestand ein gleichnamiger Kanton, der nur das Gebiet der Gemeinde Mtsamboro umfasste. Vertreter im Generalrat von Mayotte war von 2008 bis 2015 Ali Bacar.